# Гуго I де Водемон
Гуго I (фр. Hugues Ier de Vaudémont; ок. 1100 — 1155) — граф Водемона с 1108 года.

## Биография
Родился ок. 1100 года. Сын Жерара I Водемонского и Гедвиги фон Эгисхейм-Дагсбург.
Его имя встречается в хартиях лотарингских монастырей, в которых он выступает в качестве свидетеля или дарителя. Исторических сведений о нём сохранилось мало.
Основатель аббатств Ферьер и Флабемон.
Жена (с 1130) — Эжелина (или Анна) Бургундская (1116—1163), дочь герцога Бургундии Гуго II. Дети:
- Жерар II (ум. 1188)
- Ульрик (ум. 1166), сеньор де Дёйли
- Эд (ум. 1197), епископ Туля
- Гуго, канонник в Туле
- Рено, упоминается в 1150 и 1180.

Известно, что в 1147 году Гуго I сопровождал французского короля Людовика VII во Втором крестовом походе и находился в Святой земле до 1153 года. По преданию, возвращался пешком, как простой паломник. Во время его продолжительного отсутствия правительницей графства была жена. Гуго I умер вскоре после возвращения.